# Rostvingad tangara
Rostvingad tangara (Tangara lavinia) är en fågel i familjen tangaror inom ordningen tättingar.

## Utseende
Rostvingad tangara är en mestadels grön tangara. Hanen är smaragdgrön med gul rygg, mestadels rostfärgat huvud och rostfärgade vingar. Honan är mattare gulgrön, men vingarna ändå tydligt roströda. Arten är mest lik rosthuvad tangara, men denna art har alltid gröna vingar.

## Utbredning och systematik
Rostvingad tangara delas in i tre underarter:
- Tangara lavinia cara – förekommer från Honduras till Nicaragua och Costa Rica
- Tangara lavinia dalmasi – förekommer i tropiska västra Panama (Chiriquí och Veraguas)
- Tangara lavinia lavinia – förekommer från östra Panama till västra Colombia (Gorgona) och nordvästra Ecuador

## Levnadssätt
Rostvingad tangara hittas i skogar och skogsbryn. Där ses den vanligen i trädtaket, ofta i par som en del av kringvandrande artblandade flockar.

## Status och hot
Arten har ett stort utbredningsområde, men tros minska i antal, dock inte tillräckligt kraftigt för att den ska betraktas som hotad. Internationella naturvårdsunionen IUCN listar arten som livskraftig (LC). Beståndet uppskattas till i storleksordningen 50 000 till en halv miljon vuxna individer.